# Гитгит (водопад)
Гитгит (балийск. Grobogan Gitgit), (также Гит-Гит) — водопад на острове Бали в Индонезии. Находится на севере острова, между старой островной столицей Сингараджа и деревней Мундук. Водопад является популярным туристическим направлением на Бали, известен своей высотой, окружающими джунглями и естественными бассейнами, до которых можно добраться по горной пешеходной тропе. Водопад расположен в деревне Гитгит в районе Сукасада, примерно в 10 км от Сингараджи и 83 км от международного аэропорта Денпасара Нгурах-Рай.

## Описание
Гитгит относится к т. н. «водопадам-близнецам»: вода падает двумя мощными параллельными потоками с высоты около 35 метров. Носит имя реки, которая протекает по живописной местности; состоит из нескольких каскадов, каждый имеет свою историю, особенность и небольшую инфраструктуру. Расстояние между первым и последним около километра. Каскады соединены тропами и системой мостов, проходящих среди джунглей. Плато, по которому течет Гитгит, возвышается на 300 метров над уровнем моря. В сезон дождей вода становится мутной, очищается в сухой сезон.

## Туризм
Весьма популярный объект среди туристов, поскольку находится всего в 500 метрах от трассы. Для посещений туристами водопад был открыт в 1975 году. Оборудованы лестницы, обзорные террасы. На водопой сюда приходят многие обитатели джунглей, в том числе обезьяны. Проход к водопаду платный. Река, на которой расположился водопад, а также соседние реки популярны среди любителей рафтинга и каньонинга.